# San Martín Norte
San Martín Norte é uma comuna da Argentina localizada no departamento de San Justo, província de Santa Fé. Está situada a 160 km da cidade de Santa Fé.